# Republic: The Revolution
Republic: The Revolution è un videogioco strategico del 2003 per Microsoft Windows, sviluppato da Elixir Studios e distribuito da Eidos Interactive.
Il gioco è ambientato nella Repubblica di Novistrana, immaginaria repubblica ex-sovietica, dopo qualche anno dalla dissoluzione dell'URSS. Il protagonista, alla guida di un partito di propria creazione, dovrà reclutare compagni di lotta, stringere alleanze e affrontare una gran quantità di rivali per prendere il potere e spodestare il presidente-dittatore che governa il Paese.

## Curiosità
Demis Hassabis, sviluppatore del gioco e fondatore della Elixir Studios, ha vinto il premio Nobel per la chimica nel 2024 grazie ai suoi studi sull'applicazione dell'intelligenza artificiale alla predizione della struttura tridimensionale delle proteine.